# AAT Challenger Santa Fe 2025
L'AAT Challenger Santa Fe 2025 è stato un torneo maschile di tennis professionistico. È stata la 4ª edizione del torneo, facente parte della categoria Challenger 50 nell'ambito dell'ATP Challenger Tour 2025, con un montepremi di 60 000 $. Si è giocato dal 9 al 15 giugno 2025 sui campi in terra rossa del Santa Fe Lawn Tennis Club di Santa Fe, in Argentina.

## Partecipanti

### Teste di serie
| Nazionalità | Giocatore                    | Ranking* | Testa di serie |
| ----------- | ---------------------------- | -------- | -------------- |
| Ecuador     | Álvaro Guillén Meza          | 179      | 1              |
| Argentina   | Santiago Rodríguez Taverna   | 195      | 2              |
| Argentina   | Andrea Collarini             | 203      | 3              |
| Brasile     | Matheus Pucinelli de Almeida | 281      | 4              |
| Argentina   | Juan Bautista Torres         | 290      | 5              |
| Argentina   | Genaro Alberto Olivieri      | 291      | 6              |
| Argentina   | Lautaro Midón                | 317      | 7              |
| Brasile     | Pedro Sakamoto               | 322      | 8              |

* Ranking al 26 maggio 2025.

### Altri partecipanti
I seguenti giocatori hanno ricevuto una wild card per il tabellone principale:
- Facundo Bagnis
- Thiago Cigarrán
- Renzo Olivo

I seguenti giocatori sono entrati in tabellone come alternate:
- Conner Huertas del Pino
- Bruno Kuzuhara

I seguenti giocatori sono passati dalle qualificazioni:
- Lucas Gerch
- Lorenzo Joaquín Rodríguez
- Joaquín Aguilar Cardozo
- Dali Blanch
- Wilson Leite
- Igor Gimenez

I seguenti giocatori sono entrati in tabellone come lucky loser:
- Diego Augusto Barreto Sánchez
- John Sperle

## Punti e montepremi
| Torneo    | Torneo              | V     | F     | SF    | QF    | 2T  | 1T  | Q | Q2  | Q1  |
| Singolare | Punti               | 50    | 25    | 14    | 8     | 4   | 0   | 3 | 1   | 0   |
| Singolare | Premi in denaro ($) | 5,500 | 3,260 | 1,900 | 1,120 | 660 | 395 | – | 215 | 125 |
| Doppio    | Punti               | 50    | 25    | 14    | 8     | –   | 0   | – | –   | –   |
| Doppio    | Premi in denaro ($) | 2,130 | 1,250 | 745   | 435   | –   | 245 | – | –   | –   |

## Campioni

### Singolare
João Lucas Reis da Silva ha sconfitto in finale  Lautaro Midón con il punteggio di 6–4, 6–3.

### Doppio
Mariano Kestelboim /  Gonzalo Villanueva hanno sconfitto in finale  Santiago de la Fuente /  Genaro Alberto Olivieri con il punteggio di 6–1, 2–6, [11–9].